# 岡田一男
岡田 一男（おかだ かずお、1915年3月31日 - 2009年3月7日）は、日本の歴史学者。日本文化大学名誉教授。宮本武蔵の研究家として関連著書がある。茨城県出身。剣道教士。

## 経歴
- 國學院大學神道科卒。
- 元國學院大學教授。
- 日本文化大学法学部教授。名誉教授。
- 剣道教士

## 著書
- 『宮本武蔵のすべて』（共著）新人物往来社
- 『剣豪実伝-銘碑を訪ねて』同朋舎
- 『剣豪史談』新人物往来社

## TV出演
- NHK『クイズ歴史紀行「武蔵、見参！」』（1995年11月18日放送）